# 페이퍼스, 플리즈
《페이퍼스, 플리즈》(영어: Papers, Please)는 인디게임 제작자인 루카스 포프가 개발한 디스토피아적 국가인 Arstotzka(아스토츠카)에 누구를 입국시키고, 추방시킬지를 결정하는 역할을 맡은 출입국 관리관으로서 일을 하는 퍼즐 비디오 게임이다. 이 게임은 2013년 8월 8일에 마이크로소프트 윈도우와 OS X용이 출시되었고, 리눅스용은 2014년 2월 12일에 출시되었다.

## 게임플레이
Papers, Please의 게임플레이는 아스토츠카라는 가상의 사회주의 국가의 국경 검문소에서 일을 하는 출입국관리관으로서의 삶에 초점을 맞추고 있다. 플레이어는 제출된 문서들을 검사하고 배치해 놓은 도구들을 사용하여 서류들이 유효한지를 밝히며 테러리스트, 현상수배범 또는 밀수업자들과 같은, 원하지 않는 사람들을 도시 밖으로 추방한다. 불일치가 발견된 경우에 플레이어는 그 불일치에 대하여 신청자를 심문하고, 지문 또는 전신 스캔과 같은 더 많은 정보를 요구할 수 있다. 플레이어에게는 신청자를 체포할 수 있는 기회가 있고, 가끔 신청자는 검사관에게 뇌물제공을 시도할 수도 있다. 플레이어는 궁극적으로 반드시 개개인의 서류에 출입을 승인 또는 거부한다는 도장을 찍어야 하고 줄서있는 다음 사람을 불러야 한다. 이 시점에서 플레이어들은 그들이 저질렀을 수 있는 실수에 대한 경고메모를 받는다. 일반적으로 플레이어는 두 번의 실수에 대해서는 불이익을 받지 않지만 이어지는 실수에 대해서는 하루 급여에서 벌금을 부과 받는다.
게임속의 하루가 끝날 때, 플레이어는 얼마나 많은 사람들을 처리하였으며(아스토츠카로의 입국 허가 또는 거부에 대해서 각 건마다 5C), 받은 뇌물, 실수에 대한 벌금에 따라 돈을 번 후에 집세, 식비, 난방, 그리고 나머지 저소득 가정에서 필요한 자신 또는 가족을 위한 물건들을 살 것인지에 대해 결정해야만 한다. 특정 국가의 국민들에 대해서 입국을 거부하거나 요구 문서를 까다롭게 하는 등의 줄거리 때문에 아스토츠카와 근처의 다른 국가들 간의 사이가 악화되어 가고, 그에 따라 때때로 있는 테러리스트의 공격 때문에 새로운 규칙들이 점점 늘어난다. 게임이 진행되어 가면서 플레이어는 구비 서류가 부족함에도 이민자 가족들의 출입을 허가하거나 테러리스트의 입국을 승인하는 등의 도덕적인 딜레마에 빠지게 될 것이다. 게임은 불규칙하게 생성되는 입국자들과 예상치 못한 상황들의 혼합을 사용한다. 불규칙하게 생성되는 입국자들은 템플릿을 이용하여 생성된다.
EZIC로 알려진 신비로운 반정부 조직 또한 해당 조직원들이 검사관에게 정부를 괴멸하고 새 정부를 만들게 도와달라면서 체크포인트에 등장을 한다. 플레이어는 이 조직을 도울지 말지를 고를 수 있다.
이 게임에는 무한하게 플레이 할 수 있는 무한 모드와 플레이어의 선택에 따라 17개의 배드엔딩(예: 감옥에 간다, 사형을 당한다, 망명을 했지만 아스토츠카에 있는 가족들의 안전을 알 수 없다)과 3개의 해피엔딩을 볼 수 있는 스토리 모드가 있다. 무한 모드 시작 시 필요한 패스워드는 스토리 모드의 해피엔딩중 하나를 보면 제공된다. 흑백게임과 2D게임 이면서도 컴퓨터 사양이 낮은 경우 실행자체가 불가능 하다.

## 개발

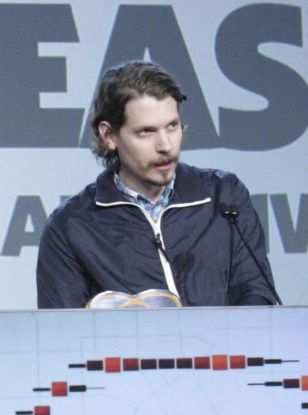
Lucas Pope가 2014년 게임 개발자 회의에서 상을 받고 있다.

Papers, Please는 Uncharted series작업 후에 회사를 떠나 독립적인 개발자가 된, Naughty Dog의 개발자인 Lucas Pope에 의해 개발되었다. 작업은 2012년 11월에 오픈소스인, Haxe 프로그래밍 언어와 NME framework를 사용하여 시작되었다. 처음에는 개발에 6개월을 계획했으나 계획 한 것 보다 규모가 커지면서 9개월의 시간이 걸렸다.
일본에 사는 미국인으로서 Pope는 이민을 겪었고 그가 "팽팽한 긴장감"이라고 표현한, 재밌는 게임으로 만들어질 수도 있는 이 경험을 생각하였다. 게임의 출시 전에 Pope는 사람들이 무작위로 게임 스크립트에 자신의 이름을 제출할 수 있는 곳에 이름 제출 양식을 마련해 놓았다. Papers, Please는 2013년 4월 11일에 Steam Greenlight에 제출되었고 5월 1일에 인가되었다.
Pope는 iPad와 손바닥크기이지만 게임유저의 인터페이스에 관계된 많은 어려움 때문에 개조되어야만 하는 PlayStation Vita에 호환되게 하겠다고 말했다.

## 평가
CBC News의 Jonathan Ore는 Papers, Please를 쫓기는 듯한 느낌에 신경이 곤두서게 만드는 게임이라고 불렀다. Simon Parkin는 The New Yorker 블로그에 Papers, Please는 2013 최고의 게임이라고 글을 남겼다. 하지만 몇몇 비평가는 이 서류작업 게임에 혹평을 했다. 오스트레일리아 방송 협회의 Stephanie Bendixsen는 Good Game쇼에서 "나는 그냥 하루하루 넘어가기 위해 노력하는 것이 매우 지루했어" 라고 말했다.
Papers, Please는 2014년 Independent Games Festival Awards에서 "좋은 서술", 과 "좋은 디자인" 상을 모두 받았다. 그리고 Nuovo 상에 노미네이트되었다. 이 게임은 또한 2014 Game Developers Choice Awards에서 "혁신 상" 과 "가장 다운받을 만한 게임" 상을 받았다. 그리고 "최고의 시뮬레이션 게임"상을 받았고 2014년 BAFTA Video Games Awards에서 "최고의 게임", "게임 디자인", 그리고 "게임 혁신"상에 노미네이트되었다.
2014년 3월 현재 Pope는 이 게임이 500,000부가 팔렸다고 말했다.